# Obelisk (typografi)
 "†" omdirigeres hertil. For andre betydninger af †, se † (album).
En Obelisk ( † ) (også kendt som et kors eller fra engelsk dagger) er et tegn, der bruges i typografi og nogle andre sammenhænge. Der findes også en dobbelt obelisk ( ‡ ).
Tegnet opstod i romersk-katolsk liturgi, hvor præsten indsatte dette i sine tekster, når han skulle lave korsets tegn.

## Brug i fodnoter
Obelisken bruges i typografi til at indsætte fodnoter – ligesom en asterisk nogle gange bruges. Dog bruges obelisken som en sekundær fodnote, hvor asterisken er den primære. For eksempel i en tabel:
Her kan de to typer fodnoter efterfølgende forklares som:
*Senest opgjort 2004
†Senest opgjort 2003
Efterfølgende fodnoter angives så med andre tegn – valget af disse varierer dog meget fra tekst til tekst, og mange af disse er meget specielle og findes ikke i mange tegnsæt i dag. Derfor bruger man oftere romertal eller arabertal som små, hævede tal ud for linjerne i stedet for – for eksempel ².

## I biografier
Da tegnet forestiller det kristne kors, ser man ofte tegnet brugt i biografier (samt på gravstene og i nekrologer) ud for personens dødsår (og asterisk anvendes ud for personens fødselsår):
H.C. Andersen (*2. april 1805 — †4. august 1875) var en dansk forfatter...
Dette bruges ikke her på den danske Wikipedia, men den tyske wikipedia bruger dette aktivt i biografier.

## I rejseplaner
I mange europæiske togrejseplaner bruges obelisken ud for afgange eller ankomster til at indikere, at afgangen/ankomsten kun gælder for søn- og helligdage.

## I datalogi
Hverken obelisken eller dobbelt obelisk findes i ASCII-tegnsættet, men de findes i Unicode.
| † | Dagger        | U+2020 | &#8224; | &#x2020; | &dagger; |
| ‡ | Double dagger | U+2021 | &#8225; | &#x2021; | &Dagger; |

## I fiktion
I tegneserien Asterix er seriens to hovedpersoner, asterix og obelix, navngivet som en satirisk stavemåde af de to tegn, asterisk og obelisk.

## I matematik
I matematik, især (matematisk) fysik, bruges tegnet undertiden i steder for asterisk for at angive hermitesk konjugering (adjungering) af matricer eller operatorer.

## I skak
Obelisk og dobbelt obelisk  er tit brugt i notering af skakspils udfald. Obelisk betyder, at modparten er sat skak. Dobbelobelisk skrives, når en spiller har sat den anden part skakmat, og dermed vundet partiet.